# Klamer Eberhard Karl Schmidt

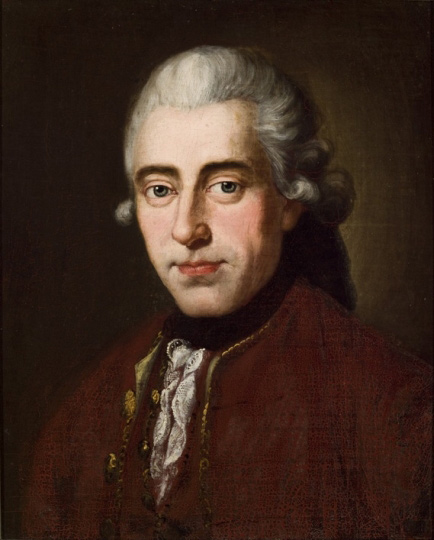
Klamer Eberhard Karl Schmidt, Gemälde von Ernst Gottlob, 1774, Gleimhaus Halberstadt

Klamer Eberhard Karl Schmidt (* 29. Dezember 1746 in Halberstadt; † 8. Januar 1824 ebenda) war ein deutscher Dichter und Jurist.

## Leben
Schmidt verbrachte den größten Teil seines Lebens in Halberstadt, wo er als Domänenrat arbeitete. Er gehörte dem Halberstädter Dichterkreis an, den Johann Wilhelm Ludwig Gleim gegründet hatte. Sein Trennungslied wurde von Wolfgang Amadeus Mozart vertont, sein Gedicht Meine weise Mutter spricht von Beethoven. Bekannt ist auch seine Grabschrift auf Klopstock.
Er war Mitglied der von 1785 bis 1810 bestehenden Literarischen Gesellschaft Halberstadt.
1788 veröffentlichte er zusammen mit Gleim Gedichte von Caroline Louise von Klencke; 1802 gab er wiederum zusammen mit Gleim einen Privatdruck heraus, der dem Andenken an diese Dichterin gewidmet war und unter anderem auch zwei Gedichte Schmidts enthielt.
Wilhelm
1820 gab er unter dem Titel Klopstock und seine Freunde Klopstocks Briefwechsel in Halberstadt heraus; in den Jahren 1826 bis 1828 erschien in Stuttgart das von einem Sohn und einem Schwiegersohn herausgegebene dreibändige Werk Leben und auserlesene Werke.

## Ehe und Familie
Klamer war mit Louise Magdalena Justina Abel (1754–1832) verheiratet, einer Tochter des Halberstädter Arztes, Literaturfreundes und Weggefährten Gleims Friedrich Gottfried Abel (1714–1794) und Enkelin des bedeutenden Historikers und plattdeutschen Dichters Caspar Abel, mit welcher er fünf Kinder hatte. Sein Schwager war der Arzt und Kunstsammler Johann Gotthelf Leberecht Abel.